# Psycho-Oncology
Psycho-Oncology, abgekürzt Psycho-Oncol. ist eine wissenschaftliche Fachzeitschrift, die vom Wiley-Blackwell-Verlag veröffentlicht wird. Die Zeitschrift ist das offizielle Publikationsorgan American Psychosocial Oncology Society, der British Psycho-Oncology Society und der International Psycho-Oncology Society. Sie erscheint derzeit mit sechs Ausgaben im Jahr. Es werden Arbeiten veröffentlicht, die sich mit psychologischen, sozialen und ethischen Fragen von malignen Erkrankungen beschäftigen.
Der Impact Factor lag im Jahr 2015 bei 3,256. Nach der Statistik des ISI Web of Knowledge wird das Journal mit diesem Impact Factor in der Kategorie Onkologie an 86. Stelle von 213 Zeitschriften und in der Kategorie Psychologie an 29. Stelle von 76 Zeitschriften geführt.